# 等梗报春
等梗报春（学名：Primula kialensis）为报春花科报春花属下的一个种。

## 扩展阅读
- 維基物種上的相關：等梗报春